# 前波吉熙
前波 吉熙（まえば よしてる）は、戦国時代の武将。朝倉氏第10代当主朝倉孝景家臣。

## 経歴・人物
朝倉家の家臣団最高位である一乗谷奉行人のひとり。永正3年（1506年）の九頭竜川の戦いでは朝倉宗滴に従い北陸一向宗と戦った。